# Santa Praxedes (Cagayan)
Santa Praxedes é um município de  quinta classe de renda municipal (d) na província Cagayan, nas Filipinas. De acordo com o censo de 1 de maio  de  2020 possui uma população de 4 434 pessoas e 1 071 domicílios.